# علم السطوح

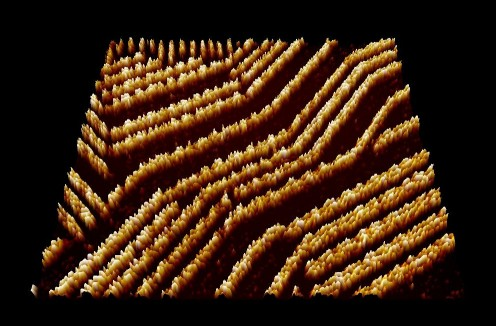

علم السطوح أو ما عرف قديما بكيمياء السطوح هو الدراسة الفزيائية والكيميائية للظواهر التي تحدث على السطوح البينية للأطوار، بما في ذلك سطوح صلب-سائل أو صلب-غاز أو سائل-غاز. لذا فهو يتضمن : فيزياء السطوح وكيمياء السطوح.
بعض التطبيقات العملية تصنف على أنها من ضمن هندسة السطوح. يتضمن هذا العلم دراسة مواضيع من ضمنها التحفيز اللامتجانس، تصنيع الوسائل نصف الناقلة semiconductor device fabrication ، خلايا الوقود fuel cell، الطبقات الأحادية ذاتية التجمع self-assembled monolayer والالتصاق adhesive. علوم السطوح وثيقة الصلة بعلوم الغرويدات والسطوح البينية Interface and Colloid Science.
فكيمياء وفيزياء السطوح البينية مشتركة بين الاثنتين لكن بوسائل بحث مختلفة. بالإضافة لذلك تدرس علوم الغرويدات والسطوح البينية الظاهرة الجهرية أو الماكروية التي تحدث في النظمة اللامتجانسة نتيجة للتجمعات السطحية.

## وصلات خارجية
- Langmuir, a journal of the الجمعية الكيميائية الأمريكية
- The Institute for Surface Science
- "Ram Rao Materials and Surface Science", a video from the Vega Science Trust
- Surface Chemistry Discoveries